# Henryk Rodakowski
Henryk Rodakowski, né le 9 juillet 1823 à Lemberg et mort à Cracovie le 28 décembre 1894, est un artiste peintre polonais.

## Distinction
- Chevalier de l'ordre de Léopold (3 novembre 1872)[1].